# Ana Radunčeva
Ana Radunčeva (in bulgaro Ана Радунчева?; Plovdiv, 14 febbraio 1937 – Sofia, 22 febbraio 2017) è stata un'archeologa bulgara.
Il cognome da nubile era Gjuleva; in bulgaro Гюлева?). Si era laureata presso la FIF dell'Università di Sofia nel 1962. Dal 1963 ha lavorato presso l'Istituto Archeologico con il Museo dell'Accademia delle Scienze della Bulgaria. Ha scritto la sua tesi di dottorato nel 1976 presso AIM BAS - Sofia, Senior Research Fellow dal 2001. L'archeologa Radunčeva muore il 22 febbraio 2017.
Radunčeva ha partecipato al rilevamento archeologico del tumulo di insediamenti di Azmaš vicino a Stara Zagora e del tumulo di insediamenti vicino al villaggio di Ezero. Conduce lo studio archeologico dei siti preistorici sul tumulo di insediamenti neolitici vicino al villaggio di Vinica (distretto di Šumen), primo insediamento neolitico a Rakitovo (distretto di Pazardžik), antico complesso del tempio neolitico con mercato a Simeonovgrad, (distretto di Haskovo), centro di produzione vicino al villaggio di Sedlari (distretto di Kărdžali), al complesso del tempio eneolitico vicino al villaggio di Dolnoslav (distretto di Plovdiv).
Dopo molti anni di lavoro, all'inizio del 2007, Radunčeva ha raccolto delle prove sufficienti per difendere la tesi secondo cui le strutture rocciose nei Rodopi orientali fanno parte della cultura e delle tradizioni di una società molto antica che appartiene alle più antiche civiltà di questa specie. Secondo lei, dopo l'inspiegabile scomparsa di questa civiltà proto-tracia, circa due millenni dopo vi si stabilirono gli antichi Traci, ai quali l'archeologia attribuisce quasi tutti gli antichi santuari sul territorio della Bulgaria.